# Расселл (переписна місцевість, Массачусетс)
Расселл (англ. Russell) — переписна місцевість (CDP) в США, в окрузі Гемпден штату Массачусетс. Населення — 690 осіб (2020).

## Географія
Расселл розташований за координатами 42°12′14″ пн. ш. 72°51′43″ зх. д. / 42.20389° пн. ш. 72.86194° зх. д. (42.203935, -72.861862).  За даними Бюро перепису населення США в 2010 році переписна місцевість мала площу 6,00 км², з яких 5,98 км² — суходіл та 0,02 км² — водойми.

## Демографія
Згідно з переписом 2010 року, у переписній місцевості мешкало 786 осіб у 308 домогосподарствах у складі 221 родини. Густота населення становила 131 особа/км².  Було 328 помешкань (55/км²).
Расовий склад населення:
| - 97,5 % — білих - 0,6 % — чорних або афроамериканців - 0,3 % — азіатів - 0,1 % — корінних американців |

До двох чи більше рас належало 1,4 %. Частка іспаномовних становила 2,4 % від усіх жителів.
За віковим діапазоном населення розподілялося таким чином: 22,1 % — особи молодші 18 років, 65,3 % — особи у віці 18—64 років, 12,6 % — особи у віці 65 років та старші. Медіана віку мешканця становила 42,7 року. На 100 осіб жіночої статі у переписній місцевості припадало 88,0 чоловіків;  на 100 жінок у віці від 18 років та старших — 93,7 чоловіків також старших 18 років.
Середній дохід на одне домашнє господарство  становив 70 110 доларів США (медіана — 61 591), а середній дохід на одну сім'ю — 81 294 долари (медіана — 75 673). Медіана доходів становила 54 861 долар для чоловіків та 48 889 доларів для жінок. За межею бідності перебувало 2,3 % осіб, у тому числі 0,0 % дітей у віці до 18 років та 0,0 % осіб у віці 65 років та старших.
Цивільне працевлаштоване населення становило 277 осіб. Основні галузі зайнятості: освіта, охорона здоров'я та соціальна допомога — 35,0 %, транспорт — 17,0 %, виробництво — 14,8 %.